# ジョークドキュメントBBS放送局
『ジョークドキュメントBBS放送局』（ジョークドキュメント ビービーエスほうそうきょく）は、1982年4月4日から1983年3月6日まで中京テレビで放送されていたバラエティ番組である。通称「BBS放送局」。放送時間は毎週日曜 22:30 - 23:24 （日本標準時）。

## 概要
この番組以前の中京テレビの日曜22:30枠は、主に東京12チャンネル（現・テレビ東京）製作番組の遅れネット枠として使われていたが、この番組がスタートしたことによって自社製作枠となった。ただし、1987年4月から同年9月までは、よみうりテレビ製作の『おもしろサンデー』の同時ネット枠として使われていた。
番組タイトルの「BBS」とは、“BAKA BAKA SHII（ばか・ばか・しい）”の略である。番組スタート前、PRポスター等において掲げられていたキャッチコピーは「どんな番組になるか、制作者も見当がつきません。悪しからず」というものだった。
番組は主に、収録スタジオ内で行われるトークパートと、トークの合間に入るコーナーパートによって構成されていた。コーナーパートでは、ドキュメンタリーからニュース、ドラマ、教育番組に至るまでさまざまなジャンルのテレビ番組をパロディ化したコーナーが放送されていた。収録は、スタジオ内に観覧者を招き入れる公開放送形式で行われていた。撮影は、中京テレビ旧社屋の裏手にあった空き地（現・東山公園テニスセンター付近）でよく行われていた。
番組は毎回、ある1つの物体や事象をテーマに掲げながら進行していた。決して主役になり得なかった題材を選び、その題材で1時間を持たせるべく、スタッフや出演者が真面目に取り組むという「知的ナンセンス」を目指したという。ちなみに、第1回のテーマは「ラッキョ」だった。
番組のオープニングとアイキャッチには、毎回外国語のナレーションが入っていた（言語は毎回変わる）。その内容をハガキに明記して送ると、正解者には抽選で（番組曰く）普通の記念品が贈られた。後に中京テレビ深夜の単発番組放送枠『Club26』で行われた番組の再放送（下記「備考」の節参照）においても、この応募は有効とされた。
アイキャッチのBGMにはホルストの組曲「惑星」の「木星」ラストが、本編エンディングではビゼーの「カルメン」を編曲したものが使われていた。
中京テレビが開局15周年番組として、同じ時間枠で「ファンタスティック・オーケストラ」を編成することが決まったため、番組終了が決まった（同番組終了後は同じ名古屋フィルハーモニー交響楽団による30分番組と「夢のドラゴンズ生放送」となった）。このため終了スペシャルが2回にわたって組まれ、まず総集編が放送され、次いで最終回では「BBSアカデミー賞」と題し、各コーナーから生まれたキャラクターに何らかの賞を贈呈する企画を、愛知県中小企業センターからの公開録画という形で実施した。この回のみ、オープニングに「乾杯の歌」が用いられた。なお本枠のバラエティは3年後、同じ枠の「景山民夫の大人気（おとなげ）セミナー」で復活した。

## 出演者

### スタジオ出演者
- 藤村俊二[1] - 司会を担当。
- 隅田利香[1] - アシスタントを担当。
- 沙羅 - バニーガール役で出演。
- 五十嵐明美 - バニーガール役で出演。

### コーナー出演者
コーナー出演者は、名古屋を活動拠点とする俳優やタレントが中心であった。
- 牧田正嗣[1] - 「明日（あした）のお料理」先生役ほかを担当。時にスタジオにも出演。
- 渡辺正行（コント赤信号）[1]
- 石井章雄（現・ラサール石井、コント赤信号）[1]
- 小宮孝泰（コント赤信号）[1]
- でんでん
- 柾木卓
- 松本喜臣
- 岡部雅郎
- 谷口徹次
- きくち教児
- 水野智代子 - 「明日（あした）のお料理」アシスタント役ほかを担当。
- 小澤寛
- 小西博之[2] - 「なんでも理科教室」先生役ほかを担当。なお「なんでも理科教室」テーマ音楽はルロイ・アンダーソン「シンコペイテッドクロック」で通常は冒頭と最後との編集だったが最終回のみ冒頭から流れフェードアウトした。
- 平石利恵子 - 「なんでも理科教室」生徒役を担当。
- 伊藤京子 - 後期出演者。
- 菅原哲夫（当時中京テレビアナウンサー）
- 加藤利隆（当時中京テレビアナウンサー）
- 肥後まゆみ（当時中京テレビアナウンサー）
- 藤木扶美
- セイルアウェイ - 地元のニューミュージック系バンド。番組の初期から中期において毎回エンディング近くに登場し、「セイルアウェイ」「ハローサマーグッバイ」といったオリジナル曲を生で披露していた。
- ほか

## スタッフ
- 技術：尾関文隆
- 調整：外山豊隆
- 映像：坂本伸一、白木晴雄、平野博之
- 音声：加藤孝博、小津信一郎
- 音効：木下彰
- VTR撮影：いとうプロダクション
- 編集：佃譲
- 照明：近藤好春、スター
- 美術：右高雅人、佐野和弥、第一舞台
- 化粧：佐々木庸至子
- 構成：大岩賞介、詩村博史、水谷龍二、廣岡豊、永井準
- タイムキーパー：柴山真理子
- F・D（フロアディレクター）：小園幹夫
- ディレクター：織田覚雄、川本邦男、浅井敏春
- ロケ演出：斉藤眞功
- 総合演出：福田信郎（CTV）
- プロデューサー：小出治平
- 制作：高畑恒夫
- 制作著作：中京テレビ

## 備考
- この番組の構成を担当していた大岩賞介、詩村博史、廣岡豊、永井準は、当時フジテレビの『オレたちひょうきん族』も並行して手掛けていた。その関係で、この番組で試して評判が良かった企画は『ひょうきん族』でも手直しした上で使われることがあった。
- 1987年、中京テレビは土曜深夜に“中京テレビ第2放送”『Club26』を編成し、過去の自社製作番組からスポーツ中継、映画、名古屋以外の地方で放送されていたローカル番組に至るまで多様なジャンルの番組群を放送していた。1987年11月22日（21日深夜）に放送の第1回では、第1部でこの『BBS放送局』の第1回と他2回分の再放送が行われた。また、番組に出演していたラサール石井が番組の解説を担当した。その際にラサールは、この番組の企画が『ひょうきん族』でも使われたことや、中京テレビには番組のVTRが3回分しか残っていないことなどを明かした。